# 9×19 мм Парабеллум
9×19 мм Парабеллум — пистолетный унитарный патрон с бесфланцевой гильзой цилиндрической формы с небольшой конусностью, разработанный в 1902 году австрийским оружейником Георгом Люгером под созданный им в 1898 году самозарядный пистолет Пистолет Люгера (Люгер, Парабеллум; P08, Parabellum, Borchardt-Luger) калибра 9 мм, появившийся в 1903 году. Имеет широчайшее распространение.

## Наименование
Название «Парабеллум» взято от латинской пословицы «Si vis pacem, para bellum» («Хочешь мира — готовься к войне»).
Патрон известен под названием 9×19 мм Люгер (9×19 Luger) или 9×19 Пара (9×19 Para), а так же просто «9mm».

## Описание

Размеры патрона 9×19 мм Парабеллум

По сути этот патрон представляет собой укороченную гильзу от патрона калибра 7,65×21 мм Парабеллум с невыступающей закраиной, образованной кольцевой проточкой. Вместо бутылочной, гильза приобрела цилиндрическую форму, большая конусность превратилась в едва заметную. Гильза была соединена с 9 мм пулей.
Изначальный вариант пули имел коническую форму с плоской головной частью, что иногда вызывало проблемы при подаче патрона из магазина в патронник. Поэтому в 1915 году новый вариант пули стал производиться с оживальной головной частью. Пуля сначала имела стальную плакированную мельхиором оболочку и свинцовый сердечник. С 1917 года стальная оболочка пули плакируется томпаком.

## История
В 1904 году патрон приняли на вооружение германского флота, в 1906 году на вооружение германской имперской армии.
В 1939 году патрон с пулей массой 7,45 граммов был принят на вооружение Швеции под наименованием m/39.
После Второй мировой войны патрон был принят на вооружение во многих странах мира.
Он также стал стандартным патроном стран НАТО.
В настоящее время этот патрон является одним из наиболее распространенных и массовых 9-мм патронов для пистолетов и пистолетов-пулемётов в мире. Патрон выпускается большим количеством производителей в разных странах мира. Существуют варианты со стальными и латунными гильзами, с пулями различных форм и материалов, включая пластиковые.

## Современные российские варианты патрона 9 × 19 мм
Производство коммерческих 9×19 мм патронов в России было начато в 1990-е годы, и первоначально шло на экспорт. На рубеже 1990—2000-х годов было принято решение о переходе на новый штатный патрон 9×19 мм для армии и МВД. Для новых моделей оружия были разработаны новые модификации патрона с улучшенными баллистическими и тактико-техническими характеристиками.
- 9×19 ПС гж (Индекс ГРАУ — 7Н21) — патрон с пулей со стальным сердечником. Разработан ЦНИИточмаш в начале 1990-х годов. Масса пули 5,4 грамма, начальная скорость — 445—470 м/с. По мощности превосходит коммерческие боеприпасы 9×19 мм Парабеллум и соответствует более мощным армейским патронам 9×19 мм NATO (9×19 +P). Пуля пробивает 4 мм плиту из стали Ст.3 на расстоянии 55 м[2].
- 9×19 ПБП гж (Индекс ГРАУ — 7Н31) — патрон с пулей повышенной пробиваемости. Разработан Тульским КБ приборостроения в начале 2000-х годов для пистолета ГШ-18. Полуоболочечная пуля патрона 9×19 ПБП имеет стальной термоупрочнённый сердечник, оголённый в головной части. Рубашка выполнена из алюминиевого сплава. Масса пули 4,1 грамма, средняя начальная скорость — 550 м/с. Высокая скорость и особенности конструкции пули обеспечивают надежное пробитие бронежилетов 2-го класса защиты по ГОСТ Р 50744-95. При применении в комплексе с новым патроном повышенной пробиваемости (7Н31) обеспечивает пробитие бронежилетов класса 2а или 8 мм стальной плиты на дистанции не менее 20 м[3].
- 9×19 ПП гс (гж) (Индекс ГРАУ — 7Н30) — патрон с пулей повышенной пробиваемости. Разработан в конце 2000-х гг. КБАЛ им. Л. Н. Кошкина совместно с Тульским патронным заводом. Масса пули 5,5-5,8 грамма, начальная скорость — 420—445 м/с. Пуля пробивает 4 мм плиту из стали Ст.3 на расстоянии 60 м, а бронежилет Ж-86-2 на расстоянии 25 м.
- 9×19 П гж (Индекс ГРАУ — 7Н35) — патрон с пулей со свинцовым сердечником. Разработан ЦНИИточмаш, серийно не производился.
- 9×19 Т гж (Индекс ГРАУ — 7Т4) — патрон с трассирующей пулей. Разработан ЦНИИточмаш, серийно не производился.
- 9×19 ПРС гс — патрон с пониженной рикошетирующей способностью. Разработан и серийно производится ОАО «Барнаульский станкостроительный завод». Масса пули 7,47 грамма, начальная скорость — 345—385 м/с.
- 9×19 ПСО гж (гс, гл) — патрон спортивный. Серийно производится Тульским патронным заводом. Масса пули 7,46 грамма, начальная скорость — 340 м/с.
- 9 mm Luger — патрон спортивно-охотничий[4]. Серийно производится ООО ПКП «АКБС», АО «Барнаульский патронный завод», ОАО «Тульский патронный завод» и ЗАО «Новосибирский патронный завод».
- 9×19 ПФО - патрон федеральных органов. Серийно производится Тульским патронным заводом. Гильза стальная с полимерным покрытием, два затравочных отверстия, капсюль "Бердан".
- 4,5×19  — патрон двухсредный. Разработан Тульским КБ приборостроения в 2010-х годах для стрельбы из пистолета ГШ-18 под водой.

## Достоинства и недостатки
Как и все боеприпасы, патрон 9 × 19 мм имеет свои достоинства и недостатки:
| Достоинства | Недостатки                                                             |
| --- | ---------------------------------------------------------------------- |
| Удачное сочетание характеристик — приличный калибр, энергия, скорость, вес пули — сделали этот патрон одним из наиболее распространенных в мире. | Невысокая настильность в сравнении с тем же 7,62 × 25 мм ТТ.           |
| Достаточное убойное и останавливающее действие пули. По этому показателю он превосходит патроны 9 ×18 мм ПМ и 7,62 × 25 мм ТТ.                   | Пробивного действия иногда бывает недостаточно против прочных преград. |
| Большая распространенность патрона и всевозможные оружия под него.                                                                               | Есть вероятность рикошета.                                             |

## Сравнение патронов

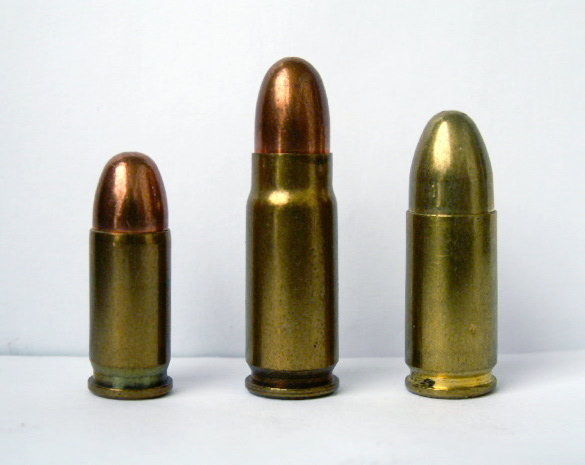
Патроны:
7,65 × 17 мм Браунинг (слева),
7,62 × 25 мм ТТ (в центре),
9×19 мм Парабеллум (справа)

| Патрон                    | Масса пули, г | Скорость пули, м/с | Энергия пули, Дж |
| ------------------------- | ------------- | ------------------ | ---------------- |
| 9×19 мм Парабеллум (M882) | 7,45          | 357                | 474              |
| 9×19 мм Парабеллум (7Н31) | 4,1           | 600                | 736              |
| 9×18 мм ПМ (57-Н-181)     | 6,1           | 320                | 312              |
| 7,62 × 25 мм ТТ           | 5,5           | 497                | 680              |
| 9 × 21 мм (7Н29)          | 6,7           | 410                | 635              |
| .45 ACP (M1911 ball)      | 14,9          | 255                | 483              |
| .40 S&W                   | 10,7          | 344                | 634              |

## Оружие, использующее патрон
- Agram 2000
- Armscor BXP
- Astra 400
- Astra 600
- Beretta 92
- Beretta 93R
- Beretta C×4
- Beretta MAB 38
- Bersa Thunder 380
- Bersa Thunder 9
- Browning HP
- Calico M960
- Carl Gustaf M/45
- Colt 9mm SMG
- CZ 75
- Daewoo K7
- Deer Gun
- FAMAE SAF
- FMG
- FMK-3
- FNAB-43
- FNP
- Glock 17
- Glock 18
- Glock 19
- Glock 26
- Glock 34
- Jericho 941
- Halcón M-1943
- HK MP5
- HK UMP
- HK USP
- STM-9
- K5
- KGP-9
- Lanchester Mk.1
- Luger P08
- M3A1
- M42
- M960
- MAC-10
- MAT-49
- Mauser C96
- Mekanika URU
- Micro Uzi
- Mini Uzi
- MP.18
- MP.28
- MP.3008
- MP.35
- MP.38/40
- MPi 69
- Sig MPX
- Sig Sauer P220
- Sig Sauer P250[англ.]
- Sig Sauer P225
- Sig Sauer P226
- Sig Sauer P228
- Sig Sauer Pro
- P2000
- PM-9
- PM-70
- PM-84
- QSZ-92
- RATMIL
- Ruger Security Six
- Sa vz. 23
- Shipka
- Scorpion EVO III
- Škorpion
- Smith & Wesson 59
- Smith & Wesson M76
- Smith & Wesson 910
- Smith & Wesson SW1911
- Spectre M4
- ST Kinetics CPW
- Star Z-70
- STEN
- Sterling L2
- Steyr AUG 9mm
- Steyr M1912
- Steyr M9-A1/S9-A1/L9-A1
- Steyr TMP
- Suomi
- Tec-9
- Uzi
- VP70
- Walther MP
- Walther P38
- Walther P99
- Welrod Mk.I
- АЕК-918К, АЕК-918В
- Гепард
- ГШ-18
- Застава ЦЗ 99
- Застава ЕЗ9[серб.]
- ОЦ-22
- ОЦ-27
- MP-444 «Багира»
- П-96
- ПЛ-15
- ПП-19 «Бизон-2-01»
- ПП-19 «Бизон-2-05»
- ПП-19-01 «Витязь»
- ПП-2000
- ПП-90М1
- ПП-919
- ППК-20
- ПЛ-15
- ПЯ
- Стриж
- Форт-15
- Эльф-2
- ВПО-185